# (806) Gyldénia
(806) Gyldénia ist ein Asteroid des Hauptgürtels, der am 18. April 1915 vom deutschen Astronomen Max Wolf in Heidelberg entdeckt wurde.
Benannt wurde der Asteroid nach dem schwedischen Astronomen Johan August Hugo Gyldén.